# شهرستان وایومینگ (نیویورک)
شهرستان وایومینگ، نیویورک (به انگلیسی: Wyoming County, New York) یک سکونتگاه مسکونی در ایالات متحده آمریکا است که در ایالت نیویورک واقع شده‌است.

## خصوصیات
شهرستان وایومینگ ۱٬۵۴۳٫۶۴ کیلومترمربع مساحت دارد.